# سرافینو ماتزاروکی
سرافینو ماتزاروکی (انگلیسی: Serafino Mazzarochi؛ ۲ فوریهٔ ۱۸۹۰ – ۲۱ آوریل ۱۹۶۱) ژیمناست هنری اهل ایتالیا بود.